# Basildon
Basildon – miasto w południowo-wschodniej Anglii, w hrabstwie Essex, ośrodek administracyjny dystryktu (borough) Basildon.
Miasto położone jest około 50 km na wschód od Londynu i 19 km na południowy zachód od Chelmsford. W 2021 roku liczyło 115 955 mieszkańców.
Basildon zostało wspomniane w Domesday Book (1086) jako Be(r)lesduna. Basildon założono jako nowe miasto w 1949 z połączenia małych miasteczek i rozszerzono na skutek odpływu ludności z przeludnionego Londynu na peryferie. W 1974 doprowadzono do miasta kolej. Miasto stało się ważnym węzłem komunikacyjnym.
Główny przemysł miasta: chemiczny, odzieżowy, drukarski, inżynieryjny, tytoniowy i gorzelniczy.
Basildon jest uważany za barometr opinii publicznej; od lat 50. tamtejsze wyniki odzwierciedlają wyniki wyborów powszechnych w Wielkiej Brytanii.
Z Basildon wywodzi się grupa muzyczna Depeche Mode (No Romance in China, Composition of Sound) oraz Alison Moyet i Vince Clarke (Erasure, Yazoo, The Assembly, No Romance In China, Composition of Sound, The Clarke & Ware Experiment).

## Miasta partnerskie
- Heiligenhaus
- Meaux
- Gweru